# Джоунсбъро
 Тази статия е за града в Тенеси, САЩ.  За града в Джорджия вижте Джоунсбъро (Джорджия).  
Джо̀унсбъро (на английски: Jonesborough, [ˈdʒoʊnzbʌrə]) е град в източната част на Съединените американски щати, административен център на окръг Вашингтон в щата Тенеси. Населението му е около 5860 души (1 април 2020).
Разположен е на 516 метра надморска височина в областта Ридж енд Вали в Апалачите, на 11 километра западно от Джонсън Сити и на 36 километра североизточно от Грийнвил. Селището е основано през 1779 година и носи името на Уили Джоунс, политик от Северна Каролина, на чиято територия се намира по това време. През втората половина на XX век се разраства бързо като предградие на Джонсън Сити.
Поради статута си на най-стария град в Тенеси и архитектурата си, закриляна от усилията за опазване на местната история, днес Джоунсбъро привлича посетители, които се интересуват от културен туризъм. Градският музей описва местното наследство на дребното тютюнопроизводство, а в центъра на града се намира историческата странноприемница „Честър ин“, построена през 1797 г.